# Выкрос
Выкрос — река в России, протекает в Юрьев-Польском районе Владимирской области. Устье реки находится в 98 км по левому берегу реки Колокша. Длина реки составляет 16 км, площадь водосборного бассейна — 73,5 км².
Река начинается в деревне Богородское в 15 км к юго-востоку от города Юрьев-Польский. Река течёт на юго-запад, протекает через деревни Воскресенское, Никульское. Крупнейший приток — Вещур (правый). Выкрос впадает в Колокшу выше деревни Лазаревское.

## Данные водного реестра
По данным государственного водного реестра России относится к Окскому бассейновому округу, водохозяйственный участок реки — Клязьма от города Орехово-Зуево до города Владимир, речной подбассейн реки — бассейны притоков Оки от Мокши до впадения в Волгу. Речной бассейн реки — Ока.
Код объекта в государственном водном реестре — 09010300712110000032143.